# Benítses
Benítses (Benitses) är en ort i Grekland.   Den ligger i prefekturen Nomós Kerkýras och regionen Joniska öarna, i den västra delen av landet, 400 km nordväst om huvudstaden Aten. Benítses ligger 1 meter över havet och antalet invånare är 843. Den ligger på ön Korfu.
Terrängen runt Benítses är kuperad åt sydväst, men åt nordväst är den platt. Havet är nära Benítses åt nordost. Runt Benítses är det ganska tätbefolkat, med 104 invånare per kvadratkilometer. Närmaste större samhälle är Korfu, 8,6 km norr om Benítses. I omgivningarna runt Benítses växer i huvudsak blandskog.